# Irene Maria Plank

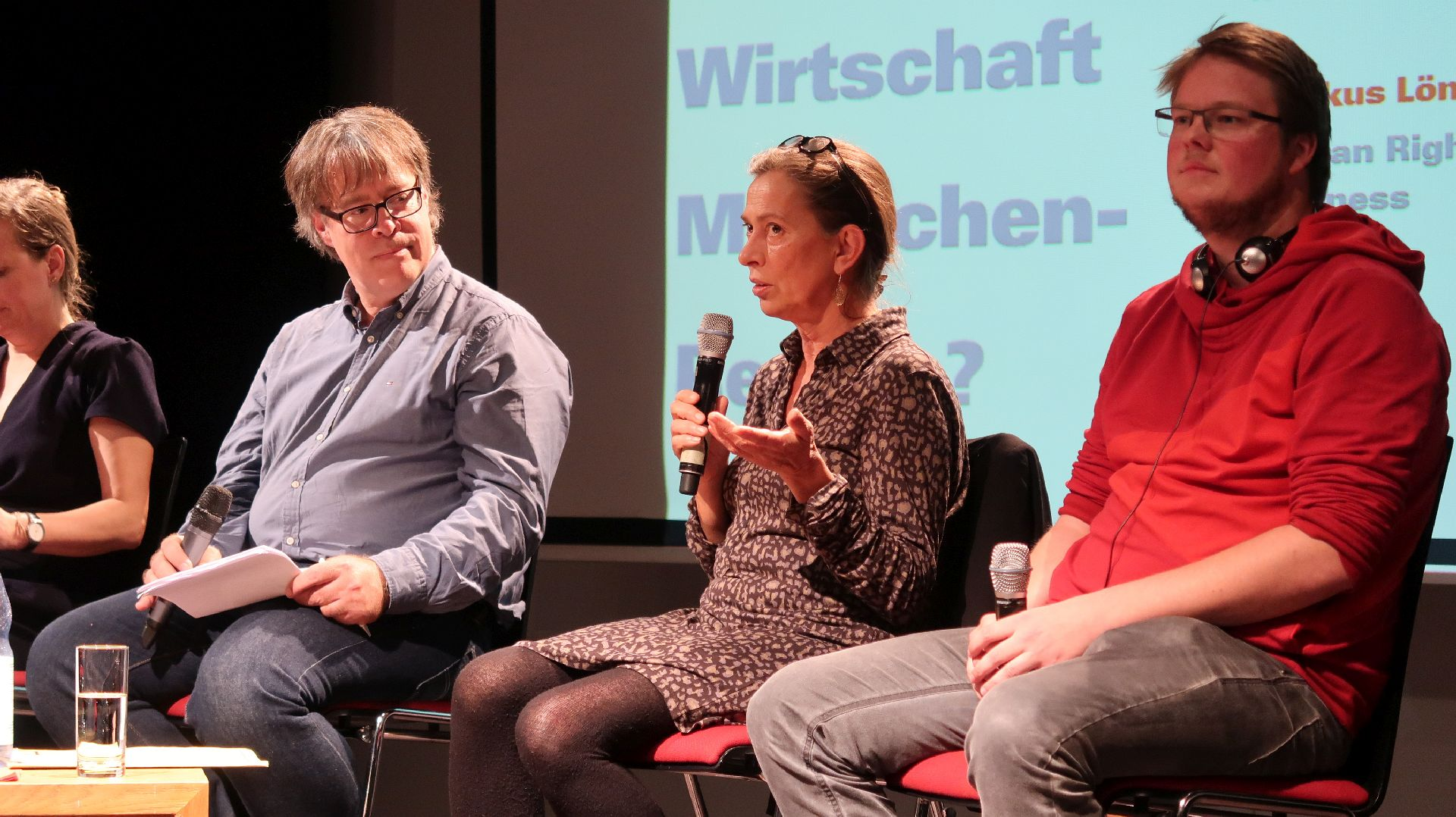
Irene Maria Plank (2018)

Irene Maria Plank (* 26. Februar 1961 in Offenbach am Main) ist eine deutsche Diplomatin. Sie ist seit 2023 Botschafterin Deutschlands in Bulgarien.

## Leben

### Ausbildung
Irene Maria Plank studierte Rechtswissenschaften und legte 1985 das zweite juristische Staatsexamen ab.

### Laufbahn
Plank war ab 1985 zunächst als Rechtsanwältin in Frankfurt am Main und Referentin im Bundeskartellamt in Berlin tätig. Sie trat 1989 in den Auswärtigen Dienst ein und war von 1991 bis 1994 zunächst bei der Botschaft Rabat in Marokko stationiert. Danach arbeitete sie von 1994 bis 1996 im Referat für Internationale Polizeiliche Zusammenarbeit im Auswärtigen Amt. Von 1996 bis 1999 war sie die Stellvertreterin am Generalkonsulat in Seattle, USA. Anschließend folgte von 1999 bis 2001 eine Verwendung im Referat für Öffentlichkeitsarbeit im Auswärtigen Amt. Im Anschluss war sie von 2001 bis 2002 die Stellvertreterin an der Botschaft Kinshasa im Kongo. Danach arbeitete sie in Afghanistan als stellvertretende Leiterin des Referates für Polizeiaufbau. Plank war von 2006 bis 2009 Stellvertreterin und Geschäftsträgerin an der Botschaft Beirut im Libanon.
Im Jahr 2009 wechselte sie in die Politische Abteilung der Deutschen Ständigen Vertretung bei der NATO nach Brüssel. Dann war sie von 2012 bis 2016 Deputy Director of the Private Office of the NATO Secretary General im NATO-Hauptquartier in Brüssel. Im Auswärtigen Amt war sie danach von 2016 bis 2017 stellvertretende Leiterin des Referates für Grundsatzfragen der Humanitären Hilfe und von 2017 bis 2020 als Leiterin des Referates für Wirtschaft und Menschenrechte. 
Von 2020 bis 2022 war sie Beauftragte für strategische Kommunikation im Auswärtigen Amt.
Mit Wirkung vom 26. Januar 2023 wurde sie Botschafterin Deutschlands in Bulgarien. Schon im Jahr 2022 hatte sie als Geschäftsträgerin die Leitung der Botschaft übernommen.